# 100 mil na sekundę
100 mil na sekundę – album muzyczny zespołu De Łindows wydany w 2006 r. przez wytwórnię Pasażer. Muzyka tworzona przez zespół i prezentowana w ramach tego albumu zaliczana jest do gatunku punk rock. Było to trzecie wydawnictwo zespołu, a drugi pełny album muzyczny. Album i twórczość zespołu w nim zaprezentowana zebrał pochlebne recenzje.

## Historia
Zespół De Łindows powstał w 2002 r. w Katowicach. Po nagraniu pierwszego dema i wydaniu pierwszej EP, w 2003 r. / 2004 r. zespół wydał pierwszy, pełny album muzyczny pod tytułem „Depresja”. W kolejnych latach zespół koncertował i brał udział w różnych festiwalach. Nowy album zatytułowany „100 Mil Na Sekundę” zespół wydał w 2006 r.. Pojawiły się wówczas, w czasopismach związanych ze sceną punk rockową, wywiady z członkami zespołu oraz recenzje samej płyty. Po wydaniu tego krążka kapela kontynuowała działalność, a następny album pod tytułem „Poza kontrolą” został wydany w 2011 r..

## Skład zespołu i goście
Skład zespołu podczas tworzenia i nagrywania tego albumu był następujący:
- Bartek – trąbka
- Domin – gitara basowa, także producent i miksowanie
- Efka – wokal
- Lijo – gitara, także autor muzyki – kompozytor (z wyjątkiem utworu „Poza Dobrem I Złem”)
- Marcin – wokal[8] (Marcin "Jagoda" Jagodziński[5][13][14][15]), także producent i miksowanie[8]
- Mathey – gitara, także autor muzyki – kompozytor, do utworu „Poza Dobrem I Złem”
- Przemek – perkusja[8].

W nagraniach gościnnie wystąpiła także Justyna Ludkowska grająca na puzonie. Ponadto wystąpił Jacek Stęszewski z zespołu Koniec Świata na wokalu w utworze „Wnc”.

## Album
Album został wydany na jednej płycie kompaktowej w formacie CD-Audio. Nagranie utworów do albumu zostało wykonane w studiu nagraniowym – MaQ Records Studio. Tłoczenie płyty nastąpiło w www.cdprodukcje.pl (Rockers Publishing), w którym otrzymała ona etykietę L 242. Ma przypisane następujące identyfikatory – Barcode (Scanned): 5905133530125; Barcode (Text): 5 905133 530125; Matrix / Runout: L 242 / LINDOWS WWW.CDPRODUKCJE.PL; Mould SID Code: IFPI T702.
W przygotowaniu albumu uczestniczyli także:
- Andrzej Górnisiewicz, Tomek Greissgraber – fotografie[8][20][21]
- Michał Rosicki – producent, realizacja, miksowanie, mastering[8][22]
- Sebastian Gomułka – grafika[8][23].

Na płycie oprócz ścieżki dźwiękowej nagrano plik z nagraniem wideo zawierającym teledysk do utworu „Azbestowi Piromani”.

## Muzyka
Zespół De Łindows tworzy muzykę należącą do gatunku szeroko określanego jako punk rock i tak postrzegają swoją twórczość sami muzycy. Płyta „100 Mil Na Sekundę” zawiera 14 utworów należących do tego właśnie nurtu muzyki rockowej. Są to dynamiczne kompozycje, pełne energii, w tym pełne energetycznych gitar i sekcją dętą, obejmującą trąbkę i puzon.
Konkretyzując kategoryzację muzyczną zaprezentowanych w albumie kawałków należy uściślić, że ten rodzaj grania przynależy do stylu określanego jako ska punk, przy czym już po znacznej ewolucji jaka miała miejsce w stosunku do jego początków, a więc w jego wersji współczesnej na pierwszą połowę XXI wieku. Jest więc w tych kompozycjach znaczenie więcej niż w dawnym ska punku energetycznych i dynamicznych rytmów punkowych, a równocześnie znacznie mniej elementów ska. Pewnym podsumowaniem tego spostrzeżenia jest czytelne stwierdzenie zawarte w jednej z recenzji dotyczące tej muzyki, cytat: ostre szybkie numery, którym dęciaki dodają kopa. Przy realizacji tego albumu w składzie zespołu znajdowało się dwoje wokalistów. Piosenki śpiewane są więc z udziałem zarówno wokalu męskiego jak i żeńskiego.

## Utwory
| lp. | tytuł                                     | czas (minuty:sekundy) | format        |
| --- | ----------------------------------------- | --------------------- | ------------- |
| 1   | Aleja Straconych Szans                    | 3:05                  | ścieżka audio |
| 2   | Hey Ho                                    | 2:18                  | ścieżka audio |
| 3   | Sól Do Ran                                | 2:42                  | ścieżka audio |
| 4   | Nic Normalnie                             | 3:01                  | ścieżka audio |
| 5   | Wakacje W Piekle                          | 2:51                  | ścieżka audio |
| 6   | Sto Mil Na Sekunde                        | 2:09                  | ścieżka audio |
| 7   | W Zaciasnym Mundurze                      | 2:38                  | ścieżka audio |
| 8   | Poza Dobrem I Złem                        | 2:50                  | ścieżka audio |
| 9   | Toksyczne Dni                             | 2:22                  | ścieżka audio |
| 10  | Zbuntowane Dziewczyny (Z Nożem Na Gardle) | 2:30                  | ścieżka audio |
| 11  | Cisza Przed Burzą                         | 1:05                  | ścieżka audio |
| 12  | Ostateczny Dzień                          | 2:02                  | ścieżka audio |
| 13  | Po Jednej Stronie Barykady                | 3:08                  | ścieżka audio |
| 14  | Wnc                                       | 3:19                  | ścieżka audio |
|     | Azbestowi Piromani                        | 2:22                  | plik wideo    |

## Teledysk
Po nagraniu i wydaniu w 2003 r. albumu „Depresja”, w którym zamieszczony był między innymi utwór „Azbestowi Piromani”, zespół nagrał teledysk do tego utworu. Miało to miejsce w 2006 r.. Plik wideo z tym teledyskiem zamieszczono na płytach kompaktowych z albumem „100 Mil Na Sekundę”. Czas filmu jak wyżej wspominano wynosi 2 minuty i 22 sekundy. Plik z tym teledyskiem został także udostępniony na profilu zespołu prowadzonym w ramach serwisu YouTube.

## Odbiór i opinie
Ogólnie album i twórczość w nim zawarta oceniania jest pozytywnie nawet przez osoby, które nie są zwolennikami tego stylu (ska punk) w ramach gatunku punk rock. Podkreśla się dobre pomysły muzyczne, dobrą realizację, chęci muzyków do grania i realizowania czegoś dobrego oraz dużą ilość energii płynącej z utworów. Pozytywny odbiór otrzymuje szczególnie sekcja dęta. Bardzo pozytywne recenzje zebrały także wokale. Dostrzega się dobrą współpracę wokalu męskiego i żeńskiego oraz melodyjne linie wokalne. W stosunku do tego drugiego wokalu powtarzają się opinie od bardzo interesującej, fajnej barwie głosu wokalistki. Na tym etapie rozwoju muzycznego zespołu oceniano wyżej wokal żeński także pod względem czysto technicznym. Od strony tekstów piosenek również recenzje są pochlebne. Tu przy ich ocenach pojawiają się takie hasła jak między innymi: odważne politycznie, niekiedy niezłe literacko, czy niegłupie teksty. Pośród utworów zamieszczonych w albumie wymienia się kilka zasługujących na szczególną uwagę. Należą do nich takie kompozycje jak przykładowo: „Aleja Straconych Szans”, „Ostateczny Dzień”, „Po Jednej Stronie Barykady”.
Po ukazaniu się albumu pojawiły się porównania zespołu De Łindows do grupy Blade Loki, debiutującej wcześniej i działającej dłużej, połączone z próbami ważenia, który zespół jest lepszy. Pozytywne dla De Łindows opinie w tym kontekście nie budzą w muzykach szczególnych emocji. Dystansują się oni od takich ocen podkreślając, że dla nich ważne jest to co sami robią, nad czym pracują i co tworzą. Skojarzenia takie wynikały między innymi z takich elementów jak żeński wokal, stylistyka, czy kilka podobnych manier. Niektóre z opinii zawierających tego typu dywagacje, przynajmniej w stosunku do tego konkretnego albumu, zawierają zdecydowanie wyższą ocenę zespołu De Łindows, łącznie z sarkastycznym stwierdzeniem, że przy takim zestawieniu „loki” wypadają „blado”.